# Cauterize (album)
Cauterize è il secondo album in studio del gruppo musicale statunitense Tremonti pubblicato il 9 giugno 2015 dalla FRET12.

## Tracce
Testi e musiche di Tremonti.
1. Radical Change – 4:24
2. Flying Monkeys – 4:44
3. Cauterize – 4:11
4. Arm Yourself – 3:37
5. Dark Trip – 4:53
6. Another Heart – 3:56
7. Fall Again – 4:47
8. Tie the Noose – 3:31
9. Sympathy – 4:19
10. Providence – 5:45

Tracce bonus nell'edizione di F.Y.E.
1. Wish You Well (Live) – 3:09
2. All I Was (Live) – 3:30

Tracce bonus nell'edizione di Best Buy
1. You Waste Your Time (Live) – 3:56
2. Proof (Live) – 4:34
3. Doesn't Matter (Live) – 3:48
4. Giving Up (Live) – 4:40

## Formazione
Gruppo
- Mark Tremonti – voce, chitarra solista, arrangiamento
- Eric Friedman – cori, chitarra, arrangiamento
- Garrett Whitlock – batteria, arrangiamento
- Wolfgang van Halen – cori, basso, arrangiamento

Produzione
- Michael "Elvis" Baskette – arrangiamento, produzione, missaggio
- Jef Moll – ingegneria del suono
- Kevin Thomas – assistenza tecnica
- Ted Jensen – mastering
- Stephanie Jeny – assistenza al mastering

## Classifiche
| Classifica (2015)         | Posizione massima |
| ------------------------- | ----------------- |
| Australia                 | 37                |
| Austria                   | 44                |
| Belgio (Fiandre)          | 166               |
| Germania                  | 34                |
| Italia                    | 95                |
| Nuova Zelanda             | 34                |
| Paesi Bassi               | 15                |
| Regno Unito               | 23                |
| Stati Uniti               | 40                |
| Stati Uniti (hard rock)   | 2                 |
| Stati Uniti (independent) | 1                 |
| Stati Uniti (rock)        | 7                 |
| Svizzera                  | 21                |